# 二棚甸子镇
二棚甸子镇，是中华人民共和国辽宁省本溪市桓仁满族自治县下辖的一个乡镇级行政单位。2019年被评为中国文化百强镇。

## 行政区划
二棚甸子镇下辖以下地区：
西岔社区、红星社区、东风社区、卫星社区、和平社区、松兰社区、二棚甸子村、鸡冠砬子村、四道岭子村、四平村、巨户沟村和横道川村。